# Пітер Обреса
Пітер Обреса (нім. Peter Obresa; нар. 6 серпня 1960, Реклінггаузен, Північний Рейн-Вестфалія, ФРН) — колишній німецький хокеїст, нападник.

## Кар'єра гравця
Обреса почав займатись хокеєм в юнацькій команді «Маннхаймер ЕРК». Одночасно з хокеєм грав за бейсбольну команду «Мангейм Торнадо», де Пітер брав участь навіть у основному складі включно до 1977 року. З 1979 по 1993 роки Обреса виступав (мав прізвисько: Bresl) у основному складі «Маннхаймер ЕРК». Провів у Бундеслізі 494 матчі, закинув 219 шайб та зробив 270 результативних передач. У 1980 році став чемпіоном Німеччини. Кар'єру гравця   закінчив в сезоні 1993/94 у 2-й бундеслізі у складі «Франкфурт Лайонс». 
У складі збірної ФРН брав участь у Зимових Олімпійських іграх 1988 року та чемпіонаті світу з хокею 1989 року. Відіграв тринадцять матчів, набрав три очка (2 + 1).

## Кар'єра тренера
1994 році став помічником головного тренера «Франкфурт Лайонс», очолював цей клуб з лютого 1997 до жовтня 1998. З листопада 1998 і до кінця сезону 1998/99 очолював «ЕРК Інгольштадт». Два сезони (до 2001) був помічником головного тренера «Франкфурт Лайонс», був головним тренером клубу «Бад-Наугайм». У сезоні 2005/06 очолив «Франкфурт Лайонс».